# Ray Stits
 (septembre 2018).
Si vous disposez d'ouvrages ou d'articles de référence ou si vous connaissez des sites web de qualité traitant du thème abordé ici, merci de compléter l'article en donnant les références utiles à sa vérifiabilité et en les liant à la section « Notes et références ».
Ray Stits est un concepteur d'avion américain. 

## Avions portant son nom
- Stits SA-1A Junior
- Stits DS-1
- Stits SA-2A Sky Baby
- Stits SA-3A Playboy
- Stits SA-4A Executive
- Stits SA-5 Flut-R-Bug
- Stits SA-6 Flut-R-Bug
- Stits SA-7 Sky-Coupe
- Stits SA-8 Skeeto
- Stits SA-9 Sky-Coupe
- Stits SA-11A Playmate
- Stits-Besler Executive